# 马里奥·科莫
马里奥·马修·科莫（英語：Mario Matthew Cuomo，1932年6月15日—2015年1月1日），美國政治人物，第52任紐約州州長（1983－1994年）。

## 從政經歷

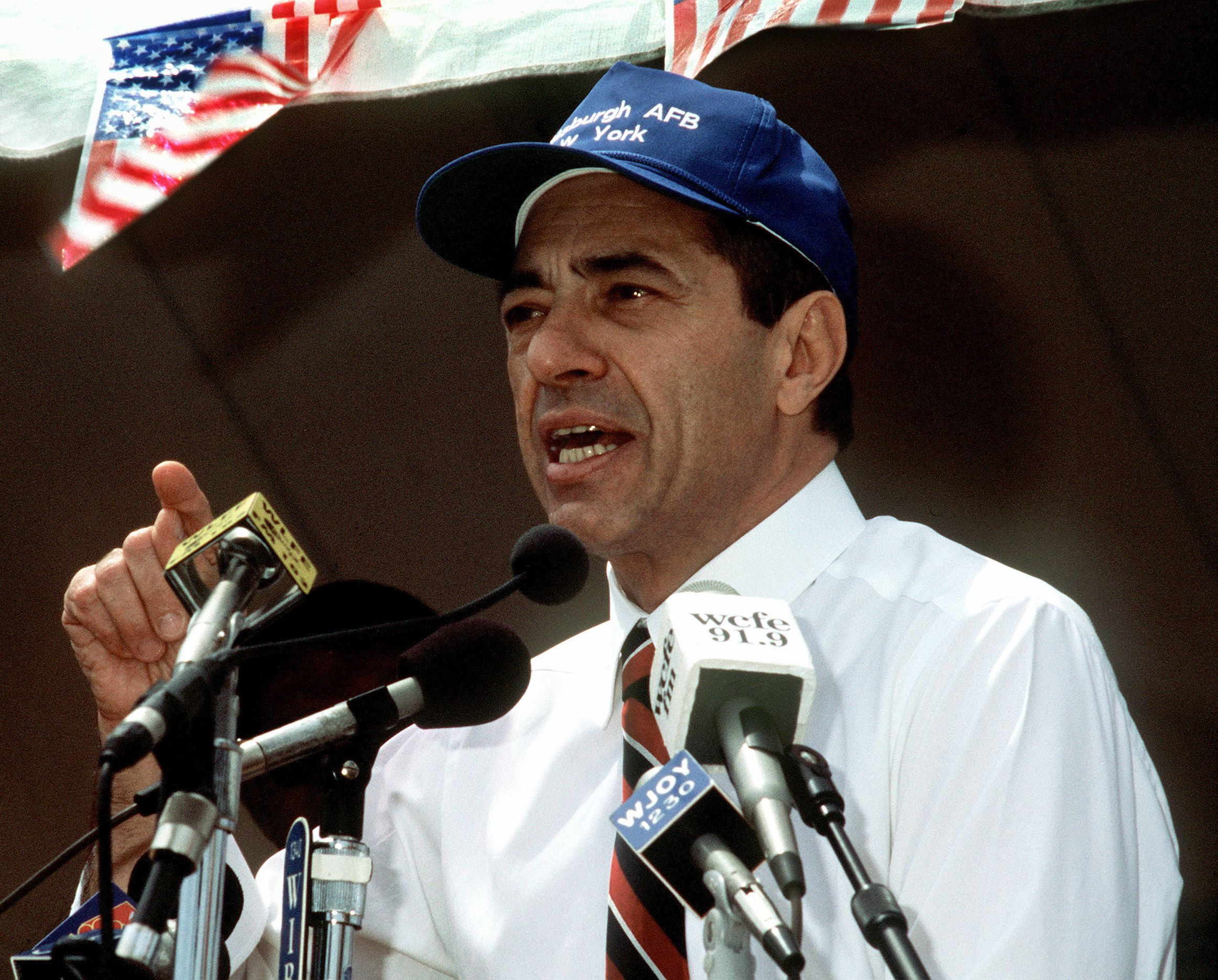
庫默1991年正在發表演說。

1974年挑戰黨內提名失敗後，他出任紐約州州務卿，1979－1982年任紐約州副州長。
1983－1994年擔任紐約州州長，連續三次當選，擔任長達12年，在此之前曾出任州務卿和副州長，行政經驗豐富。
作為民主黨內的自由派代表人物，庫默在1984年舊金山民主黨全國黨大會上的演說，當中的重要發言，成功提升他的全國性知名度。1992年他支持比爾·克林頓競選總統，並在當年紐約舉行的民主黨大會上發表提名克林頓為總統的演說。
1994年選舉，在共和黨革命的效應下，庫默在第四次選舉中敗給共和黨候選人喬治·保陶基，未能再次連任。
儘管庫默本人作為虔誠天主教徒，反對墮胎，但他認為州政府沒有權利禁止墮胎，婦女擁有選擇墮胎的自由權利。庫默也反對死刑，這個議題在當時高犯罪率的紐約州來說備下爭議，他作為州長，任內多次行使否決權，否決州議會通過旨在恢復死刑的法案。

## 家庭
庫默是意大利裔美國人，他和妻子結婚超過五十年，育有五名子女。長子安德魯是第56任紐約州州長（2011年-2021年）、次子克里斯則是前美國全國廣播公司的記者，現職CNN。

## 去世
庫默於2015年1月1日在紐約曼哈頓的家中死於心臟病（他在2014年11月前一直住院），數小時前其長子安德魯·庫默剛宣誓就職開始其紐約州州長的第二任期。